# Monceaux-en-Bessin
Pour les articles homonymes, voir Monceaux (homonymie) et Monceau.
Monceaux-en-Bessin est une commune française, située dans le département du Calvados en région Normandie, peuplée de 567 habitants (les Monçois).

## Géographie
Monceaux-en-Bessin se situe à trois kilomètres au sud de Bayeux, dans le pays du Bessin. L'Aure traverse la commune.
| Guéron | Bayeux             | Bayeux, Saint-Martin-des-Entrées |
| Guéron | Monceaux-en-Bessin | Saint-Martin-des-Entrées         |
| Guéron | Guéron, Ellon      | Nonant, Ellon                    |

### Hydrographie
La commune est située dans le bassin Seine-Normandie. Elle est drainée par l'Aure,.
L'Aure, d'une longueur de 82 km, prend sa source dans la commune de Caumont-sur-Aure et se jette  dans la Vire en limite d'Osmanville, Isigny-sur-Mer et Carentan-les-Marais, après avoir traversé 26 communes. 

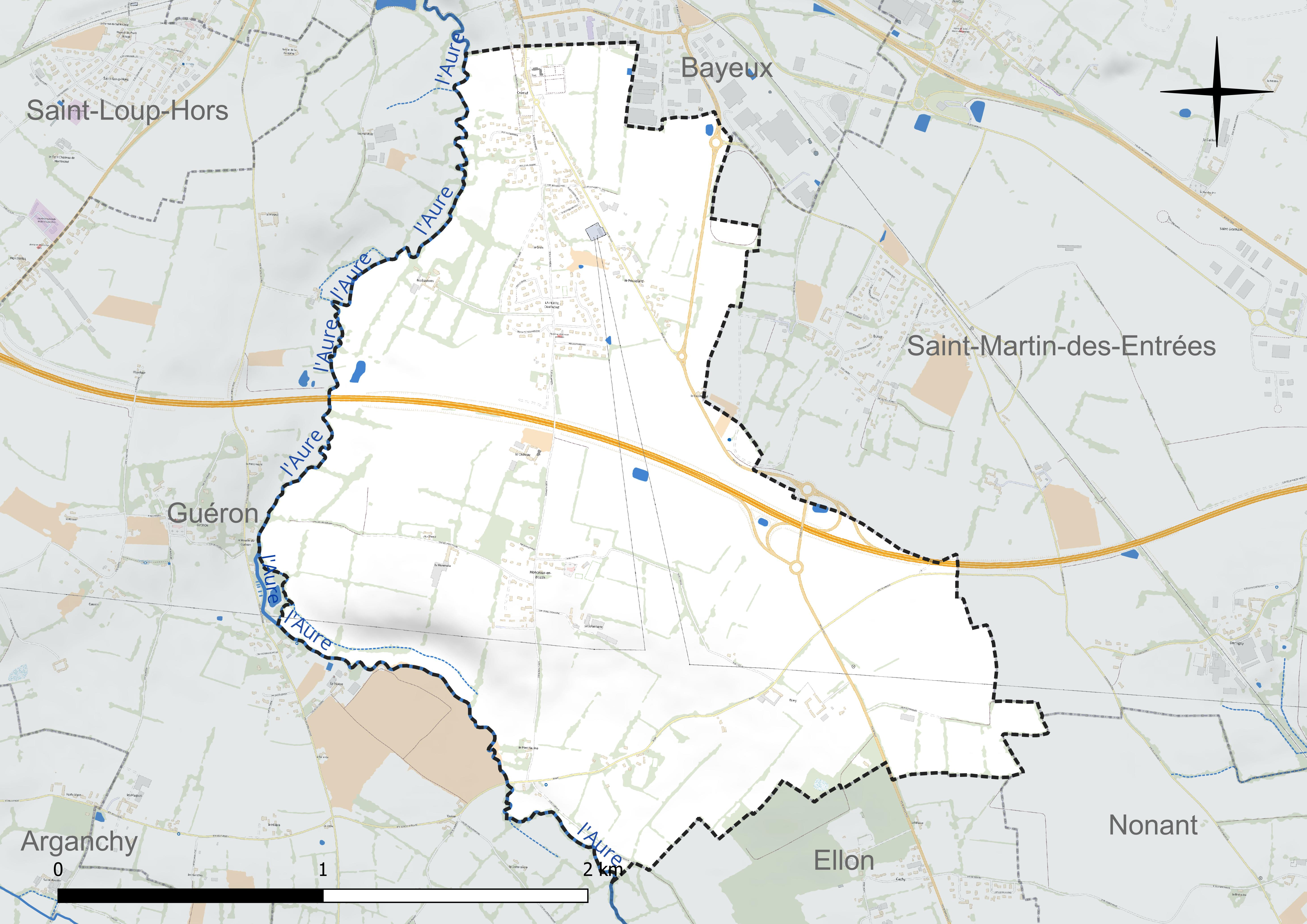
Réseau hydrographique de Monceaux-en-Bessin.

### Climat
Pour des articles plus généraux, voir Climat de la Normandie et Climat du Calvados.
En 2010, le climat de la commune est de type climat océanique franc, selon une étude du CNRS s'appuyant sur une série de données couvrant la période 1971-2000. En 2020, Météo-France publie une typologie des climats de la France métropolitaine dans laquelle la commune est exposée à un climat océanique et est dans la région climatique  Normandie (Cotentin, Orne), caractérisée par une pluviométrie relativement élevée (850 mm/a) et un été frais (15,5 °C) et venté.
Pour la période 1971-2000, la température annuelle moyenne est de 10,6 °C, avec une amplitude thermique annuelle de 11,6 °C. Le cumul annuel moyen de précipitations est de 768 mm, avec 12,5 jours de précipitations en janvier et 7,3 jours en juillet. Pour la période 1991-2020, la température moyenne annuelle observée sur la station météorologique la plus proche, située sur la commune de Balleroy-sur-Drôme à 13 km à vol d'oiseau, est de 11,2 °C et le cumul annuel moyen de précipitations est de 924,3 mm,. Pour l'avenir, les paramètres climatiques de la commune estimés pour 2050 selon différents scénarios d'émission de gaz à effet de serre sont consultables sur un site dédié publié par Météo-France en novembre 2022.

## Urbanisme

### Typologie
Au 1er janvier 2024, Monceaux-en-Bessin est catégorisée ceinture urbaine, selon la nouvelle grille communale de densité à 7 niveaux définie par l'Insee en 2022.
Elle appartient à l'unité urbaine de Bayeux, une agglomération intra-départementale dont elle est une commune de la banlieue,. Par ailleurs la commune fait partie de l'aire d'attraction de Caen, dont elle est une commune de la couronne,. Cette aire, qui regroupe 296 communes, est catégorisée dans les aires de 200 000 à moins de 700 000 habitants,.

### Occupation des sols

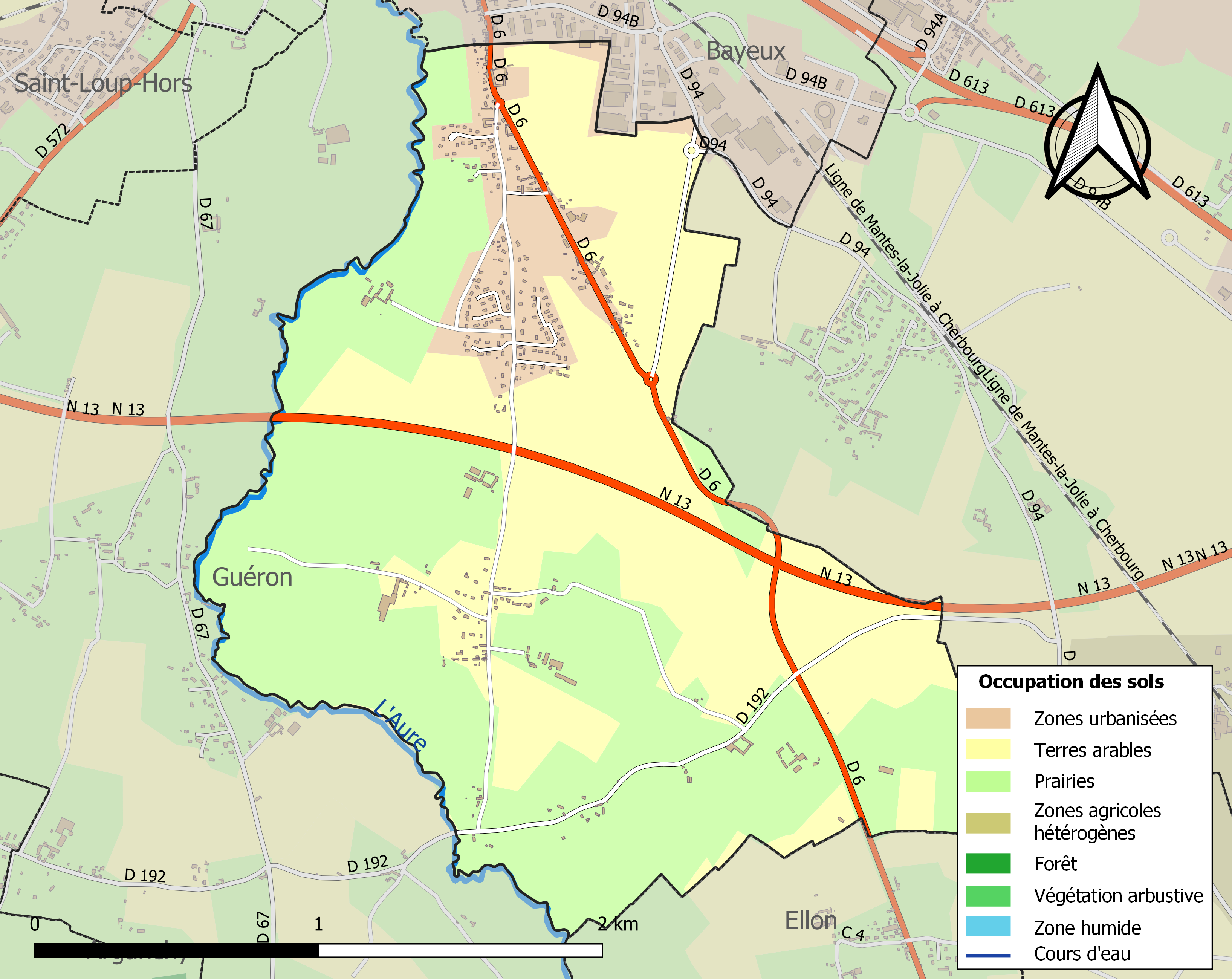
Carte des infrastructures et de l'occupation des sols de la commune en 2018 (CLC).

L'occupation des sols de la commune, telle qu'elle ressort de la base de données européenne d'occupation biophysique des sols Corine Land Cover (CLC), est marquée par l'importance des territoires agricoles (91,4 % en 2018), en diminution par rapport à 1990 (93,6 %).
La répartition détaillée en 2018 est la suivante : prairies (49,8 %), terres arables (40,5 %), zones industrielles ou commerciales et réseaux de communication (8,6 %), cultures permanentes (1 %).
L'évolution de l'occupation des sols de la commune et de ses infrastructures peut être observée sur les différentes représentations cartographiques du territoire : la carte de Cassini (XVIIIe siècle), la carte d'état-major (1820-1866) et les cartes ou photos aériennes de l'IGN pour la période actuelle (1950 à aujourd'hui).

## Toponymie
Le toponyme est attesté sous la forme Monceals en 1155. Il est issu du latin monticellus par l'ancien français moncel,.
Le locatif en Bessin est ajouté en 1921.

## Histoire
Des restes de l'aqueduc qui reliait Bayeux à Mondaye sont encore visibles.
Le 18 décembre 1920, le conseil municipal décide de solliciter un changement de nom. Monceaux devient Monceaux-en-Bessin afin de la distinguer de la commune de Monceaux dans l'arrondissement de Bayeux.

## Politique et administration
| Période                                  | Période   | Identité        | Étiquette | Qualité    |
| ---------------------------------------- | --------- | --------------- | --------- | ---------- |
| avant 1981                               | ?         | Henri Lalonde   |           |            |
| (avant 2001)                             | mars 2008 | Claude Jean     |           |            |
| mars 2008                                | En cours  | Gilles Isabelle | SE        | Technicien |
| Les données manquantes sont à compléter. |           |                 |           |            |

Le conseil municipal est composé de quinze membres dont le maire et trois adjoints.

## Démographie
L'évolution du nombre d'habitants est connue à travers les recensements de la population effectués dans la commune depuis 1793. Pour les communes de moins de 10 000 habitants, une enquête de recensement portant sur toute la population est réalisée tous les cinq ans, les populations de référence des années intermédiaires étant quant à elles estimées par interpolation ou extrapolation. Pour la commune, le premier recensement exhaustif entrant dans le cadre du nouveau dispositif a été réalisé en 2005.
En 2022, la commune comptait 567 habitants, en évolution de +1,61 % par rapport à 2016 (Calvados : +1,58 %, France hors Mayotte : +2,11 %).
| 1793 | 1800 | 1806 | 1821 | 1831 | 1836 | 1841 | 1846 | 1851 |
| ---- | ---- | ---- | ---- | ---- | ---- | ---- | ---- | ---- |
| 257  | 299  | 300  | 298  | 268  | 316  | 276  | 301  | 310  |

| 1856 | 1861 | 1866 | 1872 | 1876 | 1881 | 1886 | 1891 | 1896 |
| ---- | ---- | ---- | ---- | ---- | ---- | ---- | ---- | ---- |
| 296  | 274  | 286  | 279  | 271  | 284  | 283  | 292  | 274  |

| 1901 | 1906 | 1911 | 1921 | 1926 | 1931 | 1936 | 1946 | 1954 |
| ---- | ---- | ---- | ---- | ---- | ---- | ---- | ---- | ---- |
| 264  | 250  | 255  | 229  | 227  | 222  | 215  | 299  | 281  |

| 1962 | 1968 | 1975 | 1982 | 1990 | 1999 | 2005 | 2006 | 2010 |
| ---- | ---- | ---- | ---- | ---- | ---- | ---- | ---- | ---- |
| 268  | 244  | 278  | 346  | 395  | 384  | 343  | 343  | 514  |

| 2015 | 2020 | 2022 | - | - | - | - | - | - |
| ---- | ---- | ---- | - | - | - | - | - | - |
| 556  | 556  | 567  | - | - | - | - | - | - |

## Économie
- Tourisme et hébergement : un gîte rural et chambres d'hôtes

La commune se situe dans la zone géographique des appellations d'origine protégée (AOP) Beurre d'Isigny et Crème d'Isigny.

## Lieux et monuments
- L'église Saint-Nicolas du XIIIe siècle.

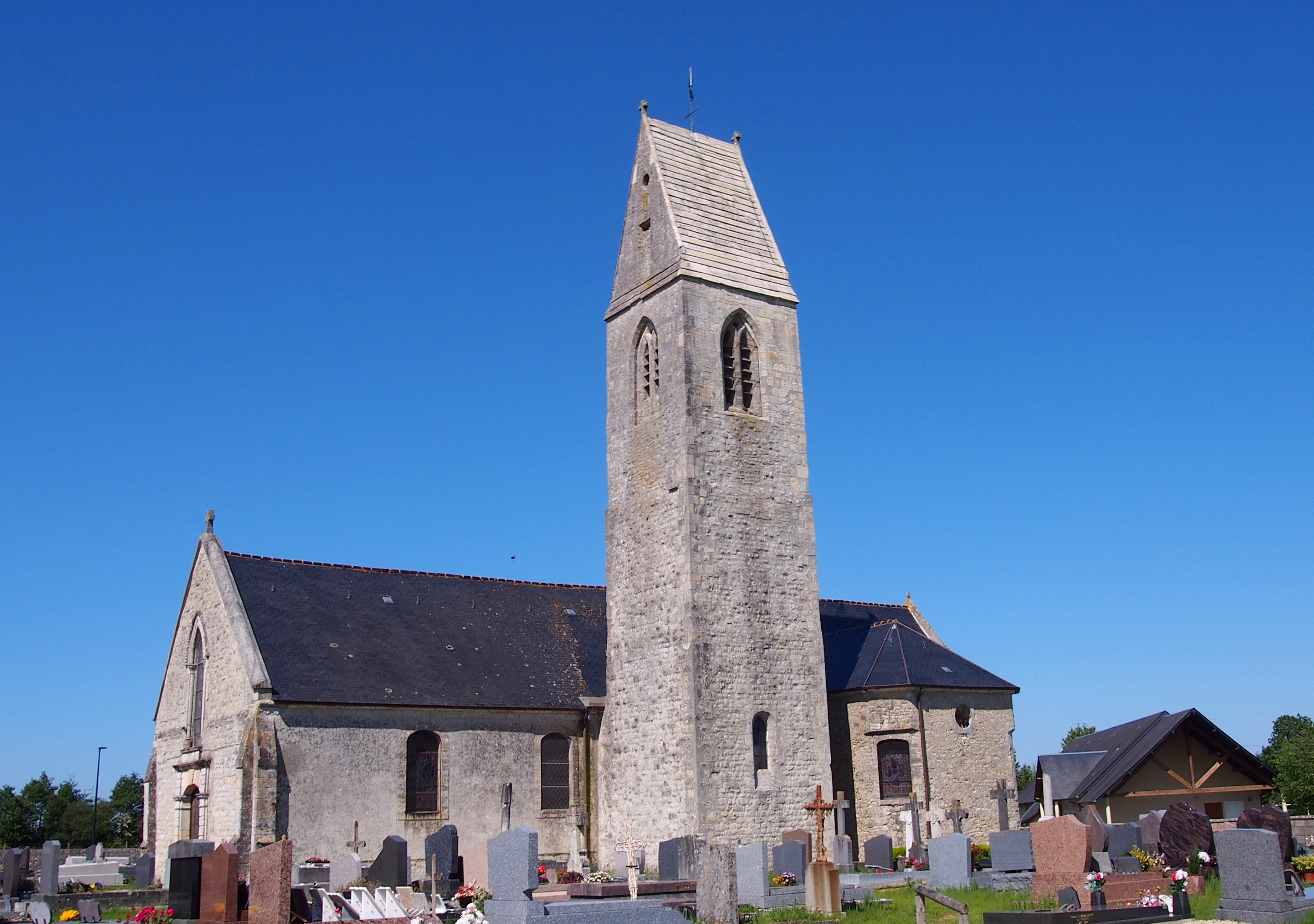
L'église Saint-Nicolas.

- Le manoir de Crémel du XVIIe siècle, inscrit au titre des monuments historiques[27].
- Le manoir de Blary du XVe siècle.
- Le manoir des Équerres du XIXe siècle.

## Activité et manifestations
- Association des jeunes et du monde du Bessin (AJMB14).
- La bibliothèque associative, la Bibli'AJMB.